# Тучна (гміна)
Гміна Тучна (пол. Gmina Tuczna) — сільська гміна у східній Польщі. Належить до Більського повіту Люблінського воєводства. Станом на 31 грудня 2011 у гміні проживало 3347 осіб.

## Площа
Згідно з даними за 2007 рік площа гміни становила 170.37 км², у тому числі:
- орні землі: 65.00 %
- ліси: 28.00 %

Таким чином, площа гміни становить 6.19 % площі повіту.

## Історія
За німецьким переписом 1940 року, у гміні проживало 5333 особи, з них 1110 українців, 3791 поляк, 272 «фольксдойче», 129 «русинів», 16 німців і 15 білорусів.
За польськими підрахунками станом на 2 червня 1947 року, у гміні Тучна налічувалося 1199 українців (354 родини), які підлягали виселенню у північно-західні воєводства згідно з планом депортації українського населення у рамках операції «Вісла».

## Населення
Станом на 31 грудня 2011:
| Опис     | Загалом | Загалом | Чоловіки | Чоловіки | Жінки | Жінки |
| -------- | ------- | ------- | -------- | -------- | ----- | ----- |
| одиниця  | осіб    | %       | осіб     | %        | осіб  | %     |
| все      | 3347    | 100     | 1643     | 49.09    | 1704  | 50.91 |
| міське   | 0       | 100     | 0        |          | 0     |       |
| сільське | 3347    | 100     | 1643     | 49.09    | 1704  | 50.91 |

## Сусідні гміни
Гміна Тучна межує з такими гмінами: Ганна, Кодень, Ломази, Піщаць, Славатичі, Соснувка.